# Мумията (филм, 2017)
Вижте пояснителната страница за други значения на Мумията.
„Мумията“ (на английски: The Mummy) е американски филм от 2017 г. на режисьора Алекс Кърцман.

## Актьорски състав
| Актьор         | Роля                                             |
| -------------- | ------------------------------------------------ |
| Том Круз       | Ник Мортън – сержант от армията на САЩ           |
| Анабел Уолис   | Дженифър Халси – археолог                        |
| София Бутела   | Амонет – древноегипетската принцеса              |
| Джейк Джонсън  | Крис Вейл – приятел на Ник                       |
| Кортни Б. Ванс | полковник Гринуей                                |
| Ръсел Кроу     | д-р Хенри Джекил / г-н Едуард Хайд               |
| Марван Кензари | Малик – началник на охраната на д-р Хенри Джекил |
| Хавиер Ботет   | Сет                                              |